# Бойовий документ
Бойови́й докуме́нт — текстовий, графічний чи комбінований документ, що визначає порядок планування, підготовки, виходу в райони зосередження та організації бойових дій (для бойових підрозділів) чи бойового застосування (для спеціальних військ).
Порядок ведення бойових документів викладено в бойових статутах та настановах (посібниках) для видів і родів військ.

## Види бойових документів
До бойових документів відносять наступні
- План бойового застосування із додатками:
  - Задум (на бойове застосування) — карта і пояснювальна записка
  - Рішення командира на проведення операції, бою, бойового застосування  [1]
  - План бойового застосування військової частини (полку, окремого батальйону, вузла зв'язку, тощо) — карта і пояснювальна записка

Додатками до плану бойового застосування можуть служити різні документи. Нижче наводиться приклад  таких документів
- - План морально-психологічного забезпечення
  - План технічного забезпечення
  - План тилового забезпечення
  - План медичного забезпечення (може входити як додаток до плану тилового забезпечення, може виконуватися як окремий документ)
  - План висування в райони бойового застосування і організації комендантської служби
  - План охорони і оборони району бойового застосування
  - План організації взаємодії та зв'язку

- Бойовий наказ
- Рішення командира (на наступальний бій, на здійснення маршу, на організацію позиційної оборони в районі, на організацію охорони, оборони та комендантської служби гарнізону, тощо)
- Робоча карта командира
- Схема опорного пункту (командного пункту, тилового пункту управління, пункту прийому відмобілізованих, тощо)
- Картка вогню
- Схема-наказ [3]  (для підрозділів та екіпажів військ зв'язку)

## У бойовому статуті передбачено
Перелік бойових документів, передбачених бойовим статутом для роти, батальйону
Під час організації бою (дій) у батальйоні (роті) розробляються і оформляються: 
- розрахунок часу,
- бойовий наказ,
- бойові розпорядження (попередні бойові розпорядження) підрозділам,
- робоча карта командира батальйону (роти),
- розпорядження (вказівки) щодо всебічного забезпечення бою,
- донесення про бойовий і чисельний склад.

У батальйоні, крім того
- заявки на МТЗ підрозділів,
- донесення з МТЗ і про дози радіаційного опромінення особового складу.

У батальйоні (роті) ведеться журнал відданих і отриманих розпоряджень, у якому записуються всі отримані розпорядження (вказівки) старшого командира (штабу), розпорядження командира батальйону (роти), що віддаються при підготовці бою (дій) та в ході виконання поставленого завдання. 
Під час організації найбільш складних видів бою (дій) у батальйоні може розроблятися схема організації взаємодії.

## Бойовий статут про робочу карту командира
На робочій карті командира батальйону (роти) відображаються
- положення і склад противника;
- завдання батальйону (роти);
- завдання сусідів і розмежувальні лінії з ними (напрямки дій);
- завдання, що виконуються силами і засобами старшого командира в інтересах батальйону (роти);
- рішення на бій (дії), завдання підрозділам;
- місця і час розгортання командно-спостережних пунктів;
- основні питання взаємодії й ін.

Рішення командира батальйону (роти) відображається на робочих картах його заступників у обсязі, необхідному для виконання ними функціональних обов’язків.

## Розробка бойових документів
Бойові документи можуть бути
- текстовими,
- графічними
- табличними
- комбінованими.

Більшість бойових документів є комбінованими 
Матеріали, що застосовуються
Вони виготовляються ручним способом (на цупкому форматованому папері, топографічних картах, кальці олівцями, тушшю різних кольорів, фломастерами від руки) або за допомогою комп’ютерної техніки, спеціалізованих комплексів АСУВ  чи друкарської машинки (в польових умовах, за відсутності електромережі) (у такому випадку дозволяється робити роздруківки окремих елементів, вирізати ножицями ці фрагменти і наклеювати їх на загальну карту).
Бойові документи дозволено розробляти
- текстуальні – на білому папері формату А3 (297х420 мм), А4 (210х297 мм) чи А5 (148х210 мм),   із книжковою, а за потреби, — горизонтальною (альбомною) орієнтацією аркуша;
- графічні і табличні документи – на топографічних (чи спеціальних) картах, на кальках, плівці, фотознімках, фотограмах та білому папері формату А1 (840х584 мм), А3, А4; у цьому випадку окремі аркуші зазначених форматів для виконання великих за розміром таблиць можуть склеюватися з тильної сторони прозорим скотчем так, щоб у складеному вигляді вони являли собою блок за площею формату А4; так само у певному порядку складаються і карти. Для демонстрації карт  (на нарадах, заслуховуваннях) вони вивішуються на завчасно приготовані планки у вигляді плакатів. Після проведення заходу знімаються з планок і складаються в теки для зберігання, як зазначено вище.

Електронні копії бойових документів фіксуються, обліковуються у відповідному (секретному) діловодстві у встановленому порядку, після чого можуть зберігатися на облікованих магнітних (гнучких та жорстких магнітних дисках), оптичних (CD,DVD дисках), електронних (USB) носіях інформації тощо. Порядок обліку таких носіїв з метою недопущення витоку державної таємниці визначається спеціальними документами.

### Текстові документи
Текстовий документ оформляється у відповідності до загальних вимог ведення ділової документації.
Такі вимоги включають
- вимоги до формату паперу, шрифтів, форматування тексту щодо абзаців, полів тексту, міжрядкових інтервалів, тощо
- необхідні обов'язкові атрибути текстового документу:
  - відмітки про затвердження і узгодження документу
  - відмітки про гриф секретності і облікові дані документа
  - заголовок
  - анонс (преамбула) документа
  - наказова чи директивна частина [6]
  - зазначення виконавців конкретних заходів, терміни виконання, сили і засоби, що залучаються для виконання
  - дії по взаємодії і забезпеченню заходів
  - заключна частина (висновки)
  - необхідні додатки, пояснення, довідкові дані
  - підписи та реквізити тих, хто виконав документ із вказанням часу та місця виконання (час і місце виконання документа в деяких документах, наприклад, в Бойовому наказі, зазначаються під назвою документа чи під заголовком)

Різновидом текстових бойових документів є так звані типові бойові документи.
Типові бойові документи являють собою бланки, підготовані заздалегідь . Основне завдання типових бойових документів є уніфікація (для можливої подальшої комп'ютерної обробки) і зниження часу на заповнення таких документів.
Приклади типових бойових графічних документів
- Шляховий листок
- Книга обліку о/с (Ф-1) за штатом воєнного часу [8]
- Накладна на отримання матеріальних засобів .... служби по тривозі [9]

### Графічні документи

#### Документи, що виконуються на картах
Приклади таких документів
- Задум командувача ...дивізії  на .... операцію
- План бойового застосування ...мп в операції «Баракуда»
- План технічного забезпечення 1 пвз 35 опз на 27-30 листопада ...року
- Робоча карта командира 2 мвзв 3 мр 111 мп на 14-17.01.0000 р

Основні вимоги
- Оперативно-тактична обстановка та основні реквізити документа повинні бути нанесені на карту так, щоб вони не затуляли топографічну основу району майбутнього бойового застосування
- Звідси витікає вимога до правильного вибору ділянки карти і її правильного склеювання (район бойового застосування повинен бути в центрі склеєної карти, що служить основою для документа)
- Оперативно-тактична обстановка повинна бути нанесена із застосуванням у максимальній ступені тих топографічних та умовних знаків, що передбачені бойовим статутом та настановами для відповідного виду / роду військ (спеціальних військ). У цьому випадку читання карти буде зрозуміле всім офіцерам, а карта буде вільна від зайвих пояснень. Заборонено застосовувати довільні умовні позначення, якщо такі передбачені бойовим статутом і чинними настановами (порадниками) відповідного виду / роду військ (спеціальних військ)
- Кольори для ведення графічних документів передбачені бойовим статутом.

- Загальновживане таке застосування кольорів:
  - 'синім' — позиції, колони, рубежі, розмежувальні лінії своїх моторизованих, танкових, десантних військ; у тому числі бойових кораблів та авіації; гідрографія і водопостачання
  - 'червоним' — все, що стосується противника, включаючи написи про противника
  - чорним — усі пояснювальні написи (текст), підписи умовних знаків за свої війська; умовні знаки підрозділів спеціальних військ (артилерії, зв'язку, радіо-технічних; позиції та площі вогню артилерії
  - зеленим — під'йом елементів рослинності (ліс, сад, «зеленка»), певних часових відміток (рубіжна такий-то час; хибні цілі, позиції та написи про них
  - жовтим  — підйом знаків про застосування отруйних речовин; підйом часових відміток
  - коричневим — підйом гірського рельєфу, окремих висот, маршрутів висування, колонних шляхів; також — часових відміток

#### Підйом карти
Для полегшення візуального сприйняття графічного документа (читання карти) виконується так званий підйом карти. Це полегшує роботу на ній, скорочує час на пошук орієнтирів, прив'язку до певних елементів місцевості, як і розробку бойових документів у цілому.
Підіймають (виділяючи кольором чи більшим шрифтом) ті елементи графічного бойового документа, які по характеру майбутнього бойового застосування необхідно виділити серед інших, чи доповнити карту певними додатковими даними необхідними для оцінки обстановки і прийняття рішення.  
Підйом карти звичайно проводиться одночасно з вивченням по ній місцевості та інших елементів бойової обстановки в смузі майбутніх дій і  полягає у виділенні крупнішим шрифтом тушшю чи кольоровими олівцями найважливіших орієнтирів, підписів, інших необхідних  для візуального сприйняття елементів карти.
Топографічні карти самі по собі друкуються як багатоколірні, на них добре виділяються своїм фарбуванням ліси, річки, дороги, значні населені пункти, елементи рельєфу і гідрографії, проте іноді доводиться  піднімати їх, щоб на карті було легше орієнтуватися, більш чітко бачити і зручніше запам'ятовувати характерні елементи місцевості подальших дій і взаємне розташування важливих об'єктів.
Використання кольорів для підйому карти
- зелений - для деревної і чагарникової рослинності; для своїх хибних районів, позицій, пасток, цілей.
- синій - для гідрографії і боліт, дій противника; у тому числі заходів застосування противником ЗМУ
- світло-коричневий - для рельєфу;
- темно-коричневий - для доріг, колонних шляхів, питань комендантської служби; як особливий випадок, для визначення районів бактеріологічного зараження, епідемій, пандемій;
- жовтий - для підйому найважливіших населених пунктів (тло напису, а напис збільшеним шрифтом чорного кольору), часових проміжків (бойове завдання на ...годину); для позначення районів застосування хімічної зброї;
- чорний - для інших об'єктів і для підписів.

Населені пункти піднімають, збільшуючи або підкреслюючи чорним олівцем (тушшю) їх назви. Допускається наклеювання збільшених назв населених пунктів на жовтому тлі, віддрукованих на принтері . У великих населених пунктах, якщо потрібно по завданню, обводять чорним олівцем окремі квартали, виділяючи необхідні орієнтири і будинки, які виділяються. В будь-якому випадку, напис топографічної основа не заклеюється і не затушовується.
Ліси, сади і чагарники піднімають, обводячи їх контур зеленим олівцем. Якщо необхідно, у лісі виділяють окремі квартали, галявини, вирубки і просіки. Алеї і живоплоти вздовж доріг  піднімають, креслячи зелену лінію по умовних знаках. Якщо елементи рослинності чомусь відсутні на карті, їх наносять умовним знаком із вказанням характеристик (змішаний, хвойний, листвяний ліс, чи сад, чи виноградник; якщо відомо — середні висоти і товщини стовбурів, а також щільність дерев). Ці дані потрібні для визначення прохідності району, а також як ресурс для проведення фортифікаційного обладнання району.
Якщо командир планує розміщення хибних пасток, районів, позицій, цілей, чи йому відомо про такі об'єкти сусідів чи приданих підрозділів, ці об'єкти також наносяться і підіймаються зеленим. Зелений колір допускається для використання при підйомі завдань на певний час.
Озера і річки виділяють, обводячи їх берегові лінії синім олівцем, а річки, що на карті зображені однієї лінією, - потовщують чи подвоюють лінію умовного знаку. Болота дублюють вторинним синім штрихуванням із збільшеними штрихами - паралельно нижній стороні рамки карти.
Дороги, що виділяються своїм фарбуванням, піднімати звичайно не потрібно. У цьому випадку досить підняти на них лише мости і небезпечні розв'язки. Якщо ж в мережі доріг треба виділити якісь певні дороги, то поруч із їхнім умовним знаком проводять темно-коричневу лінію. При цьому сама топографічна лінія не затушовується, лінія підйому ведеться паралельно на 1-2 мм біля основної топографічної лінії. Мости, гаті, місця майбутніх переправ, пункти водозабору піднімають синім, збільшуючи їх умовний знак і роблячи певні скорочені написи щодо характеристик .
Орієнтири, зображені позамасштабними умовними знаками, обводять чорними кружками діаметром 0,5—1 см або ж підкреслюють їх, так само як і необхідні підписи. Якщо знак означає важливий орієнтир, допускається підіймати його умовним знаком більшого розміру. Так само підіймаються військові об'єкти (стаціонарний заглиблений вузол зв'язку, необслуговуваний підсилювальний пункт, де можлива прив'язка до стаціонарної проводової мережі зв'язку , окрема РЛС чи станція авіанавігації, танкоремонтний завод, авторемзавод, госпіталь, тощо)
Рельєф звичайно не піднімають. Якщо дія відбувається в особливих умовах (скелясті місцини, гори), важливі елементи підіймають, відтінюючи (потовщуючи) світло-коричневим олівцем одну або кілька характерних горизонталей. Вершини командних висот заштриховують. На піднятих горизонталях і вершинах підписують відмітки. При підйомі елементів рельєфу особливу увагу приділяється підйому на карті зображенню тих елементів місцевості, які можуть бути укриттям для захисту від зброї масового ураження (як природні елементи — яри, вибалки, круті схили скель, так і елементи штучного походження, зазначені на карті чи збудовані після її друку, про які є дані — завчасно збудовані укриття, елементи довготривалої фортифікації, системи підземних комунікацій, тощо).
Для завершення підготовки робочої карти необхідно підписати її (наприклад: «Робоча карта командира . . .») і , за необхідності, винести координати сітки на ту частину карти, яка покриває район майбутніх бойових дій, з таким розрахунком, щоб можна було не розгортаючи всю склейку карти, користуватися нею при орієнтуванні. Так само виноситься умовне кодування карти в умовах забезпечення прихованості управління на видиму зону карти. Також для зручності прочитання  підіймають  позначку кілометрових ліній на робочій частині карти, переписавши її з відповідних сторін рамки. За необхідності переписують дані азимута і магнітного схилення даного району. 
Зворотню сторону робочої карти можна використовувати для довідкових таблиць та інших допоміжних даних, необхідних для розрахунків і як нотатки для нагадування.
На підставі загальноприйнятих умовних знаків і правил ведення бойових документів, управляння і штаби видів, родів збройних сил розробляють власні настанови із врахуванням специфіки дій підлеглих військ 

### Типові помилки при виконанні графічних бойових документів
Початківці часто роблять одні й ті ж самі помилки при виконанні графічних документів.
На малюнку наведено прикладСхема охорони і оборони аеродрому. За цим документом слід відмітити наступні недоліки:
- Відсутня прив'язка до сторін горизонту (нема стрілки Пн - Пд)
- Траншеї, в яких підрозділи займають оборону, виконуються згідно зразка, зазначеного у бойовому статуті. При цьому:
  - Це є масштабний знак, себто, конфігурація траншеї на знаку повинна відповідати конфігурації її на місцевості,   наносити на схему рандомні криві не допускається
  - «вії» знака повинні наноситися штрихами однакової довжини, перпендикулярно до кривої в точці дотику
  - На Схемі повинні зазначатися групи (підрозділи): хто, де, на який час (наприклад, 3 го "Ч"+0,15; що означає Третя  група оборони через 15 хв. після сигналу; це описується в специфікації)
- Сектори вогню наносяться не від «відліхтарної точки» посеред території, що охороняється, а від кожної конкретної позиції в сторону конкретного орієнтира на місцевості. Якщо такі орієнтири відсутні, штаб військової частини при обладнанні постів має зробити все, щоб їх визначити (мають бути вкопані стовби, вивішені таблички типу: «Стій. Територія Міністерства оборони»  чи «Стій. Стріляють. Об'єкт під охороною», тощо.
- Маршрут руху патрульної машини, кермувальні доріжки від ангарів літаків, вказані рандомно; не відповідають умовним знакам з бойового статуту
- Нічого не зрозуміло з мінними полями (чи що показане чорними прямокутниками ззовні від огорожі): хто, коли виконує ці загородження. Бо в мирний час навряд чи хтось допустить подібні загородження в повсякденному житті.
- Самий блиск — позиція кулемета в південно-західному квадранті (5 сектор), в створі якого знаходиться свій же передовий окоп.

## Наказ. Бойовий наказ
Додаток.
- Текстова частина бойового наказу [15] командира ... взводу [16].